# Кійосу

Кійо́су (яп. 清須市, きよすし, МФА: [kʲijosu ɕi̥]?) — місто в Японії, в префектурі Айті. Розташоване в північно-західній частині префектури, на півдні рівнини Міно-Оварі.   Виникло на основі призамкового містечка самурайського роду Ода. В середині 16 століття було резиденцією самурайського полководця Оди Нобунаґи, національного героя Японії. Отримало статус міста 1950 року. Площа становить 17,32 км². Станом на 1 серпня 2011 року населення складало 65 878  осіб, густота населення — 3800 осіб/км².  Основою економіки є садівництво, харчова промисловість, фармацевтична промисловість, металургія, комерція.  В місті розташовані замок Кійосу, численні пам'ятки археології та історії. 

## Історія
1 жовтня 2009 року поглинуло містечко Харухі повіту Ніші-Касуґай.

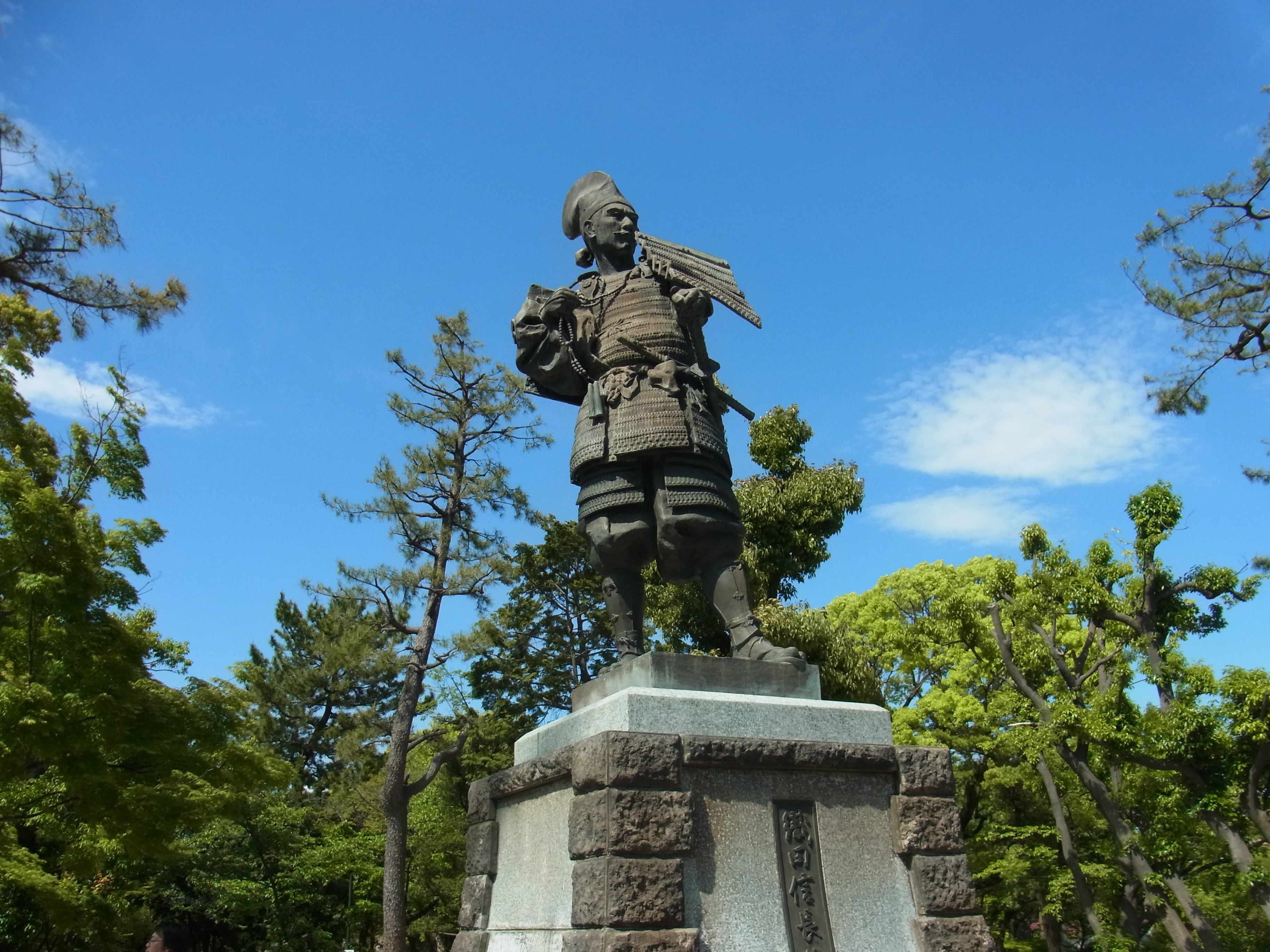
Памятник Нобуназі
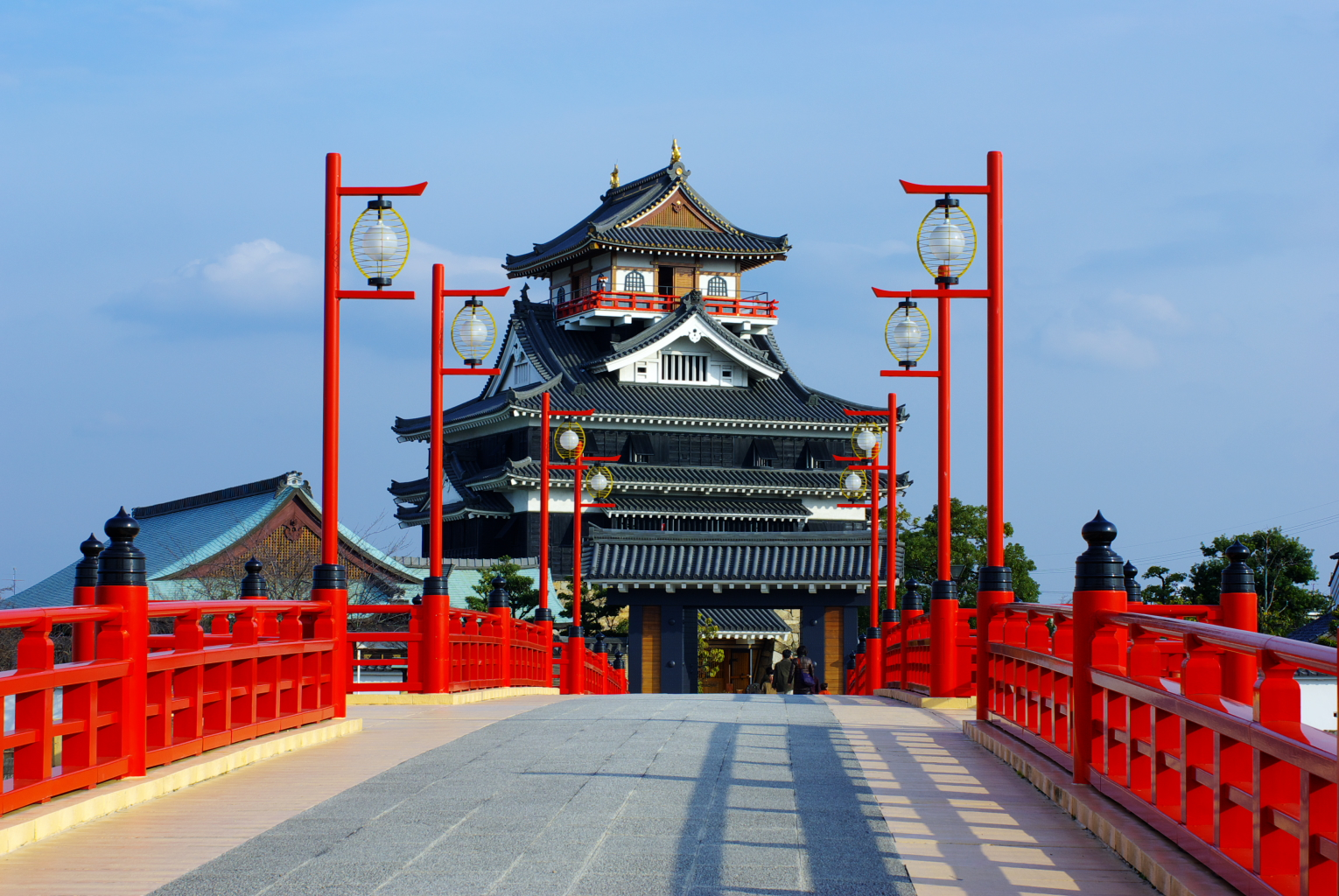
Замок Кійосу